# Système de circulation hiérarchisée des enregistrements opérationnels de la police sécurisés
Le système de Circulation Hiérarchisée des Enregistrements Opérationnels de la Police Sécurisés (CHEOPS) est un système de surveillance français créé en 2001 et utilisé par les services de police et gendarmerie,. Depuis, la DI-DGPN ( Direction Informatique de la Direction Générale de la Police Nationale) a édité et mis en service "CHEOPS-NG" (CHEOPS Nouvelle génération)

## Principe
Le système CHEOPS fédère plusieurs systèmes de surveillance,, :
- le Fichier des brigades spécialisées (FBS) ;
- le Fichier informatisé du terrorisme (FIT) ;
- le Fichier national automatisé des empreintes génétiques (FNAEG) ;
- le Fichier national du faux monnayage (FNFM) ;
- le Fichier national transfrontières (FNT) ;
- le Fichier des personnes recherchées (FPR) ;
- le Fichier des renseignements généraux (FRG) ;
- le Fichier des Objets et Vehicules Signalés ( FOVeS), anciennement appelé Fichier des véhicules volés (FVV) ;
- le Traitement des Antécédents Judiciaire (TAJ) anciennement appelé STIC pour Système de traitement des infractions constatées
- le Système National des Permis de Conduire (SNPC)
- le Système d'Immatriculation des Véhicules  (SIV)

Le système détecte automatiquement les passeports fichés,

## Médiatisation
Ce système est apparu dans les médias à la suite d'un cafouillage dans le retour de djihadistes présumés qui devaient être interpellés à leur arrivée en France mais n'ont pas atterri à l'aéroport pressenti. Officiellement une panne du système est à l'origine de l'erreur. Néanmoins aucun contrôle systématique des passagers de nationalité européenne n'est effectué à l'arrivée à l'aéroport, donc malgré cette panne, les personnes n'auraient pas forcément été appréhendées,.